# Thomas Hefti
Pour les articles homonymes, voir Hefti.
Thomas Hefti, né le 30 octobre 1959 à Zurich (originaire de Glaris Sud) est une personnalité politique suisse, membre du Parti libéral-radical (PLR). Il est député du canton de Glaris au Conseil des États de mars 2014 à décembre 2023.

## Biographie
Thomas Hefti naît le 30 octobre 1959 à Zurich. Il est originaire de Glaris Sud.
Il obtient sa maturité en 1978 à Glaris, puis étudie à l'Université de Neuchâtel et y obtient une licence en droit en 1984. En 1988, il obtient un doctorat avec une thèse intitulée La protection de la propriété étrangère en droit public international. En 1992, il obtient également un Master of Laws à l'Université de Londres. Il pratique le droit à partir de 1994 en tant qu'avocat et notaire dans le canton de Glaris.
Au sein de l'armée suisse, il a le grade de capitaine.
Il est marié, a un beau-fils et vit à Schwanden.

## Parcours politique
En 1998, il est élu au conseil communal de Schwanden, et devient vice-président de la commune. Entre juillet 2006 et décembre 2010, il est le dernier président de la commune puis, de janvier 2011 à mars 2014, le premier président de la nouvelle commune de Glaris Sud.
Il siège au Landrat du canton de Glaris de 2008 à 2020, puis succède en 2014 au défunt Pankraz Freitag au Conseil des États. Il est réélu dans cette dernière fonction le 8 novembre 2015 et le 20 octobre 2019. Il siège au sein de la Commission de l'économie et des redevances (CER) jusqu'à fin 2019, de la Commission des affaires juridiques (CAJ) et de la Commission des finances (CdF), dont il préside la délégation en 2022.
Le 29 novembre 2021, il succède à Alex Kuprecht à la présidence du Conseil des États. Il est élu à l'unanimité moins une voix.
Il annonce en octobre 2022 qu'il ne se présentera pas pour un quatrième mandat aux élections fédérales de 2023,.